# Уманско-Ботошанская операция
Уманско-Ботошанская операция (5 марта — 17 апреля или 6 мая 1944 года — фронтовая наступательная операция советских войск 2-го Украинского фронта в Великой Отечественной войне. Составная часть Днепровско-Карпатской стратегической операции. Завершилась почти полным разгромом 8-й немецкой армии. Советские войска освободили юго-западные районы Правобережной Украины, часть Молдавской ССР, перешли государственную границу СССР и вступили на территорию Румынии.

## Силы сторон

### СССР
После завершения Корсунь-Шевченковской операции 2-й Украинский фронт (командующий Маршал Советского Союза И. С. Конев) занимал оборону по линии Жашков — Звенигородка — Кировоград. В составе фронта было 7 общевойсковых, 3 танковых, 1 воздушная армии, насчитывавшие 56 стрелковых дивизий, 3 кавалерийских, 6 танковых и 4 механизированных корпусов (691 000 человек, 670 танков и самоходных орудий, 8890 орудий и миномётов, 551 самолёт):
- 5-я гвардейская армия (генерал-лейтенант А. С. Жадов)
- 7-я гвардейская армия (генерал-полковник М. С. Шумилов)
- 53-я армия (генерал-лейтенант И. М. Манагаров)
- 40-я армия (генерал-лейтенант Ф. Ф. Жмаченко)
- 27-я армия (генерал-лейтенант С. Г. Трофименко)
- 52-я армия (генерал-лейтенант К. А. Коротеев)
- 4-я гвардейская армия (генерал-лейтенант И. В. Галанин)
- 2-я танковая армия (генерал-лейтенант танковых войск С. И. Богданов)
- 5-я гвардейская танковая армия (маршал бронетанковых войск П. А. Ротмистров)
- 6-я танковая армия (генерал-лейтенант танковых войск А. Г. Кравченко)
- 5-я воздушная армия (генерал-лейтенант авиации С. К. Горюнов)

### Германия
2-му Украинскому фронту противостояла 8-я немецкая армия (командующий генерал пехоты Отто Велер) и часть сил 6-й немецкой армии (командующий генерал-полковник Карл-Адольф Холлидт, с 8 апреля — генерал артиллерии Максимилиан де Ангелис) группы армий «Юг» (командующий генерал-фельдмаршал Эрих фон Манштейн, с 31 марта — генерал-фельдмаршал Вальтер Модель), в составе 22-х дивизий (в том числе 4 танковых и 2 моторизованных), около 400 000 человек, 450 танков и штурмовых орудий, 3500 орудий и миномётов. Их поддерживали силы 4-го воздушного флота генерал-полковника Отто Десслоха (500 самолётов). К началу операции советские войска превосходили противника в людях и танках в 1,5 раза, в артиллерии в 2,5 раза; силы авиации были примерно равны. Немецкое командование не успело создать многоэшелонированной обороны, успев оборудовать только одну оборонительную полосу шириной до 8 километров.

## План операции
Замыслом операции предусматривалось разгромить 8-ю немецкую армию, рассечь войска группы армий «Юг» и отрезать пути отхода её 1-й танковой армии на юг, содействовать 1-го Украинскому фронту в её разгроме. Главный удар наносился с рубежа Виноград, Звенигородка, Шпола в направлении на Умань силами 27, 52, 4-й гвардейской общевойсковых, 2-й, 5-й гвардейской и 6-й танковой армий (всего 415 танков и 147 САУ).
7-я и 5-я гвардейские армии наносили вспомогательный удар из района Кировограда на Новоукраинку. Сроки подготовки были довольно сжатые (около месяца). Особенностью операции было её проведение в условиях сильной весенней распутицы и плохих погодных условий, при этом было необходимо форсировать с ходу крупные реки.

## Начало операции
Наступление началось 5 марта 1944 года после мощной артиллерийской подготовки и развивалось успешно. Благодаря тщательной подготовке был достигнут фактор внезапности, прорван первый рубеж обороны и уже в первый день наступления на главном направлении в сражение были введены 2-я и 5-я гвардейская танковые армии. К концу 5 марта передовые части продвинулись уже до 30 километров. 7 и 8 марта войска фронта отразили ряд мощных контратак противника, уничтожив почти все его армейские резервы (три танковые дивизии, две бригады штурмовых орудий). На третий день наступления они с ходу форсировали реку Горный Тикич, на которой был оборудован последний оборонительный рубеж немецких войск на пути к Южному Бугу, прорвали его и вышли на оперативный простор. Вслед за ними выдвигалась 6-я танковая армия. Впереди находились только разрозненные немецкие части. Преследование отступавшего противника производилось стремительно, темпы продвижения танковых соединений были исключительно высокими. Наступление 2-го Украинского фронта тесно увязывалось с действиями соседнего 1-го Украинского фронта, который в это же время проводил севернее Проскуровско-Черновицкую наступательную операцию. Также 8 марта перешли в наступление армии фронта на вспомогательном направлении, где удалось прорвать оборону противника и в первый день продвинуться на 5 — 7 километров.

## Прорыв через Южный Буг и Днестр
10 марта советские войска с ходу взяли город Умань, а передовые отряды, преодолев за четверо суток свыше 100 километров, вышли на реку Южный Буг и захватили ряд немецких переправ. Форсирование реки осуществлялось одновременно в 100-километровой полосе, там где не было переправ — войска переправлялись на лодках и подручных средствах. Поскольку немецкая авиация смогла разрушить несколько захваченных советскими войсками мостов, то танки переправлялись по разведанным бродам. Немецкому командованию не удалось задержать советское наступление на этой полноводной реке ни на один день. К 15 марта все армии фронта оставили реку в своем тылу. Сразу за Южным Бугом в сражение была введена 6-я танковая армия, что позволило сохранить высокие темпы наступления к следующему рубежу по реке Днестр. 15 марта было освобождено с. Дубова, 18 марта — Жмеринка. Также добились успеха армии на вспомогательном участке, продвинувшись до 70 километров.
В ночь на 17 марта передовые части войск правого крыла фронта с ходу форсировали Днестр и захватили плацдармы южнее Могилёва-Подольского. 19 марта был освобожден Могилёв-Подольский. К 20 марта плацдарм составлял уже 40 километров по фронту и 20 километров в глубину, на нём находились основные силы 6-й танковой армии. Советские войска 2-го Украинского фронта первыми вступили на территорию Молдавской ССР. К этому времени группа армий «Юг» оказалась рассечена на две части: 8-я немецкая армия оказалась отрезанной от 1-й танковой армии. Немецкое командование передало её в состав группы армий «А» (командующий генерал-фельдмаршал Эвальд фон Клейст, с 23 марта генерал-полковник Фердинанд Шернер). Соответственно, Ставка Верховного Главнокомандования внесла изменения в первоначальный план операции: 2-й Украинский фронт должен был глубоко охватить 8-ю немецкую армию с севера, отрезать ей пути отхода за Днестр и во взаимодействии с 3-м Украинским фронтом разгромить её. В то же время Конев получил приказ повернуть 40-ю армию на северо-запад и, наступая вдоль левого берега Днестра, отрезать пути отхода 1-й немецкой танковой армии, содействуя войскам 1-го Украинского фронта в её окружении под Каменец-Подольском (Проскуровско-Черновицкая операция). 3 апреля армия взяла Хотин, но существенную помощь 1-му Украинскому фронту оказать не смогла — 1-я танковая армия немцев прорвалась из кольца на другом направлении.

## Форсирование Прута и вступление в Румынию
Выполняя приказ, 27-я и 52-я общевойсковые армии, 2-я и 6-я танковые армии нанесли новый удар с плацдармов на Днестре, вышли к реке Прут, 26 марта освободили город Бельцы. 26 марта на 85-километровом фронте севернее Унген войска фронта первыми вышли на государственную границу СССР. В ночь на 28 марта они также с ходу форсировали уже третью крупную реку на своём пути — Прут и перенесли боевые действия на территорию Румынии. Этим успехам в СССР было придано огромное значение, они широко использовались в пропаганде. К середине апреля армии правого крыла 2-го Украинского фронта вышли в предгорья Карпат и 7 апреля заняли первый крупный румынский город Ботошани. Центр фронта вышел с севера на подступы к Яссам, а левым крылом — на подступы к Кишинёву.
Немецкое командование для спасения от полного развала южного крыла своего фронта перебросило на это направление в полном составе 4-ю румынскую армию и другие войска, всего 18 дивизий, 3 бригады, десятки других частей. В частности, в начале апреля 1944 года немецкая дивизия «Великая Германия» нанесла локальный контрудар в районе Тыргу-Фрумос (Румыния), где гитлеровцам удалось временно окружить 35-й гвардейский стрелковый корпус советской 27-й армии. Резко нарастающее сопротивление противника и огромная удаленность своих тылов уже не давали шанса на дальнейшие успехи. Поэтому в середине апреля Ставка разрешила прекратить наступление и приказала закрепиться на достигнутом рубеже.

## Итоги операции
Уманско-Ботошанская операция является одной из самых успешных наступательных операций советских войск. Фронт группы армий «Юг» был рассечён, 10 дивизий противника потеряли от 50 до 75 процентов личного состава и почти всё тяжёлое вооружение, ещё 13 немецких и 3 румынских дивизии понесли большие потери. Генерал-фельдмаршал Манштейн за разгром своих войск 31 марта был снят с должности и уволен в отставку. Немногим более чем за месяц боёв советские армии продвинулись на 200—250, а местами почти на 320 километров, освободили огромную территорию Правобережной Украины и примерно треть территории Молдавской ССР, заняли северо-восточные районы Румынии. Хотя советским войскам не удалось окружить 8-ю немецкую армию, она оказалась по существу полностью разгромленной, также огромные потери понесли войска правого фланга 1-й немецкой танковой армии. Были созданы условия для успеха действий войск 3-го Украинского фронта в Одесской операции, а в более долгосрочной перспективе — для полного уничтожения южного фланга немецких войск в Ясско-Кишиневской операции.
Операция показала высокий уровень боевого мастерства советских войск: армии стремительно наступали по бездорожью, с ходу форсировали одну за другой крупные реки (Горный Тикич, Южный Буг, Днестр, Реут, Прут, Сирет), массово применяли охваты. Проявил высокое полководческое искусство командующий фронтом Конев : впервые за время войны получив в один фронт сразу три танковые армии, он поставил все их в состав своей главной ударной группировки на одном направлении. Грамотное введение их в бой позволяло Коневу непрерывно наращивать силу своих ударов по выявленным слабым местам врага, делая эти удары неотразимыми для противника. Управление войсками в ходе операции было гибким, командование быстро реагировало на изменения обстановки, умело маневрировало резервами. Хорошей была организация взаимодействия между армиями и авиацией фронта. Личный состав под влиянием предыдущих успехов имел высокий боевой дух, проявлял высокое воинское мастерство и массовый героизм.

## Потери сторон
- Войска 2-го Украинского фронта потеряли более 66 тыс. человек убитыми и пропавшими без вести, более 200 тыс. человек было ранено.
- Немецкие и румынские войска в ходе операции потеряли убитыми 118 400 солдат и офицеров, пленными 27 393 солдат и офицеров. По сообщениям Совинформбюро, потери в технике составили 142 самолёта уничтоженными и 23 захваченными, 688 танков и штурмовых орудий уничтожено и 731 захвачено, 356 бронетранспортеров и бронеавтомобилей уничтожено и 204 захвачено, 1474 орудий уничтожено и 1356 захвачено, 1838 минометов уничтожено и 1156 захвачено, огромное количество другого вооружения, автотранспорта и военного имущества. За понесённое поражение генерал-фельдмаршал Манштейн и генерал-полковник Холлидт были уволены в отставку.